# Eindelijk
Eindelijk is een voormalig waterschap in de Nederlandse provincie Groningen.
Het schap lag ten oosten van Uiterburen. De noordgrens lag iets ten zuiden van de Klingeweg, de oostgrens kwam overeen met de grens tussen de gemeenten Menterwolde en Oldambt, de zuidgrens lag bij het Winschoterdiep en de westgrens lag net even westelijk van de aardgaslocatie.
De molen stond bij het kruispunt van de A7 en de N33 (noordelijke op-/afrit) en sloeg uit op het Papendiep. Dit diep dat ook als afwatering diende van Uiterburen en De Vennen, deelde het schap in tweeën. Eronder lag daarom een onderleider.
Waterstaatkundig gezien ligt het gebied sinds 2000 binnen dat van het waterschap Hunze en Aa's.